# Gwaneumdo
Gwaneumdo (koreanska: 관음도) är en ö i provinsen Norra Gyeongsang i Sydkorea. Den ligger nordöst om ön Ulleungdo med vilken den har broförbindelse. Ön är numera obebodd.